# Брукс, Брюс
Э. Брюс Брукс (англ. E. Bruce Brooks) — американский синолог, специалист по азиатским языкам и культуре. Доктор философии (1968), исследовательский профессор китайского Массачусетского университета в Амхерсте, директор Warring States Project. Один из ведущих современных западных исследователей-конфуциеведов.
Окончил Оберлинскую консерваторию (бакалавр MusB, 1958). Докторскую степень получил в Вашингтонском университете.
Автор многих работ, книг: The Original Analects: Sayings of Confucius and His Successors (New York: Columbia University Press, 1998) {Рец.}, The emergence of China, Jesus and After: The First Eighty Years (Amherst, MA, University of Massachusetts, 2018. Pp. 191) {Рец.}.
Супруга и коллега — Таэко (A. Taeko Brooks).